# Ammophila dantoni
Ammophila dantoni es una especie de avispa del género Ammophila, familia Sphecidae.

## Taxonomía
Fue descrito por primera vez en 1933 por Roth in Nadig. 